# Gan De
Gan De (甘德S, Gān DéP, Kan TeW) (Stato di Qi, ... – ...; fl. IV secolo a.C.) è stato un astronomo e astrologo cinese, vissuto nel IV secolo a.C..
È conosciuto anche come Lord Gan (Gan Gong). Ha compilato uno dei primi cataloghi stellari della storia, come il contemporaneo Shi Shen, seguito dal greco Ipparco (il primo astronomo della tradizione occidentale ad aver compilato un catalogo stellare).

## Osservazioni
Gan De riportò le prime osservazioni dettagliate di Giove della storia. Descrisse il pianeta come "molto grande e luminoso", riportando di aver visto ad occhio nudo uno dei satelliti di Giove (forse Ganimede o Callisto) nel 364 a.C., quasi duemila anni prima della loro scoperta per opera di Galileo Galilei. Teoricamente i satelliti medicei sarebbero visibili ad occhio nudo raggiungendo una magnitudine apparente inferiore alla 6ª - che corrisponde al limite di visibilità - se non fossero nascosti dalla luminosità di Giove.
Occultando la vista di Giove dietro un albero alto con profilo perpendicolare al piano orbitale dei satelliti, uno o più di essi potrebbe essere visto in condizioni favorevoli, tuttavia l'ipotesi Gan De possa aver visto Ganimede o Callisto è normalmente rigettata per via della caratteristiche dell'occhio umano e del suo potere risolutivo. Shi Shen e Gan De fecero insieme accurate osservazioni dei cinque pianeti maggiori.

### Periodi orbitali dei pianeti
| Pianeta  | Periodo          | Predizione di Gan e Shi | Dato moderno   |
| -------- | ---------------- | ----------------------- | -------------- |
| Giove    | periodo siderale | 12 anni                 | 11,862615 anni |
| Venere   | periodo sinodico | 587,25 giorni           | 583,92 giorni  |
| Mercurio | periodo sinodico | 136 giorni              | 115,88 giorni  |

### Sfera celeste
Shi Shen e Gan De suddivisero la sfera celeste in 365,25°, dalla durata dell'anno solare. Al tempo, la maggior parte degli astronomi antichi adottava la divisione babilonese della sfera celeste in 360°.

## Opere
Quale primo tentativo di documentare il cielo durante il periodo dei regni combattenti, il lavoro di Gan De possiede un elevato valore scientifico. Scrisse due opere, il Trattato su Giove ed il Trattato di Astrologia astronomica, in otto volumi, entrambe perdute. Gan De scrisse inoltre l'Osservazione astronomica delle stelle (天文星占, Tiānwén xīngzhān), che può essere parzialmente letto nelle citazioni riportate nel 27° volume dello Shiji e nel 26° volume del libro degli Han e soprattutto nel Trattato di Astrologia dell'era Kaiyuan che ne riporta la maggior parte.
Nel 1973, un catalogo simile a quello di Gan De e Shi Shen è stato scoperto nel testo di seta di Mawangdui ed è stato riarrangiato con il nome di Divinazione dei cinque pianeti; esso riporta i moti di Giove, Saturno, Venere ed altri pianeti nelle loro orbite tra il 246 a.C. ed il 177 a.C.
Altri due volumi, conosciuti come il Trattato sulle Stelle di Gan e Shi, sono stati conservati e sono attribuiti a lui ed a Shi Shen e furono incorporati nel Daozang durante la dinastia Song. Tuttavia, il libro è generalmente ritenuto meno affidabile del Trattato di Astrologia dell'era Kaiyuan a causa della presenza nel testo di nomi di luoghi ed altro anacronistici.